# Gołubkowskoje
Gołubkowskoje (ros. Голубковское) – wieś (sieło) w Rosji, w obwodzie swierdłowskim, w rejonie ałapajewskim. W 2010 liczyła 928 mieszkańców.